# Sławomir Morawski
Sławomir Morawski (ur. 10 stycznia 1946 w Żmijewie) – polski polityk, były wojewoda ciechanowski, od 2002 do 2018 starosta powiatu ciechanowskiego, działacz Polskiego Stronnictwa Ludowego.

## Życiorys
Z wykształcenia inżynier rolnictwa, absolwent Wyższej Szkoły Rolniczej w Olsztynie. Ukończył też studia podyplomowe z zakresu ekonomiki rolnictwa w Szkole Głównej Planowania i Statystyki w Warszawie. Od 1973 pracuje w administracji publicznej. Pełnił m.in. funkcję wicewojewody (1989–1990), a w latach 1994–1997 wojewody ciechanowskiego. Był też dyrektorem Przedsiębiorstwa Obrotu Zwierzętami Hodowlanymi i wiceprezesem regionalnych struktur Krajowego Związku Rolników, Kółek i Organizacji Rolniczych. W 2002 zasiadł w radzie powiatu ciechanowskiego, obejmując jednocześnie urząd starosty tego powiatu. Mandat radnego utrzymywał w 2006, 2010, 2014 i 2018. Pozostał na funkcji starosty po wyborach w 2006, 2010 i 2014, kończąc urzędowanie w 2018.

## Odznaczenia
Odznaczony Krzyżem Kawalerskim (1999) i Oficerskim (2005) Orderu Odrodzenia Polski oraz Odznaką Honorową za Zasługi dla Samorządu Terytorialnego (2015). W 2010 otrzymał Złotą Odznakę „Zasłużony dla Ochrony Przeciwpożarowej, a w 2016 Złoty Medal za Zasługi dla Policji.